# Lorena Jelusić
Lorena Jelusić (Požega, 30 mei 1995) is een Kroatisch zangeres.
Ze werd bekend door haar overwinning tijdens de Kroatische nationale preselectie voor het Junior Eurovisiesongfestival in 2005. Ze versloeg in die finale negen andere kandidaten. Aldus mocht zij met het nummer Rock baby Kroatië vertegenwoordigen op het Junior Eurovisiesongfestival 2005 in de Belgische stad Hasselt.
In Hasselt deed Jelusić het niet zo goed. Met 36 punten eindigde ze op de twaalfde plaats. In de vier jaar dat Kroatië deelnam aan het Junior Eurovisiesongfestival, was dit de slechtste prestatie.
Jelusií is de zus van Dino Jelusić, winnaar van het Junior Eurovisiesongfestival 2003.